# Giro delle Fiandre 1940
Il Giro delle Fiandre 1940, ventiquattresima edizione della corsa, fu disputato il 31 marzo 1940, per un percorso totale di 211 km. Fu vinto dal belga Achiel Buysse, al traguardo con il tempo di 6h02'00", alla media di 34,970 km/h, davanti ai connazionali Georges Christiaens e Briek Schotte.
I ciclisti che tagliarono il traguardo furono 34.

## Ordine d'arrivo (Top 10)
| Pos. | Corridore             | Squadra            | Tempo    |
| ---- | --------------------- | ------------------ | -------- |
| 1    | Achiel Buysse         | Dilecta-Wolber     | 6h02'00" |
| 2    | Georges Christiaens   | Helyett-Hutchinson | a 20"    |
| 3    | Briek Schotte         | Groene Leeuw       | s.t.     |
| 4    | Albert Hendrickx      | Labor              | a 1'15"  |
| 5    | Jan Staeren           | Labor              | a 4'15"  |
| 6    | Armand Gilles         | Alcyon-Dunlop      | a 4'30"  |
| 7    | Albert Dubuisson      | Helyett-Hutchinson | a 4'35"  |
| 8    | Petrus van Teemsche   | -                  | s.t.     |
| 9    | Albert van Wesemael   | -                  | s.t.     |
| 10   | Cyriel van Overberghe | Pélissier          | s.t.     |